# Helbra
Helbra là một đô thị thuộc huyện Mansfeld-Südharz, Sachsen-Anhalt, Đức. Đô thị Helbra có diện tích 9,26 km², dân số thời điểm ngày 31 tháng 12 năm 2006 là 4572 người.